# Proteina Tau
La proteina Tau stabilizza i microtubuli e se mutata (iperfosforilata) provoca gravi malattie neurodegenerative dette taupatie, come la malattia di Alzheimer.
Viene usata, inoltre, come biomarcatore surrogato nella diagnosi di laboratorio di malattie da prione.